# デュルリュシェフヴァル・スルタン
ハティジェ・ハイリイェ・アイシェ・デュルリュシェフヴァル・スルタン（オスマン語: خدیجه خیریه عائشه درشهوار سلطان；トルコ語: Hatice Hayriye Ayşe Dürrüşehvar Sultan, 1914年1月26日 - 2006年2月7日）は、オスマン帝国最後の君主であり、同時にイスラーム世界最後のカリフであったアブデュルメジト2世の娘。

## 生涯

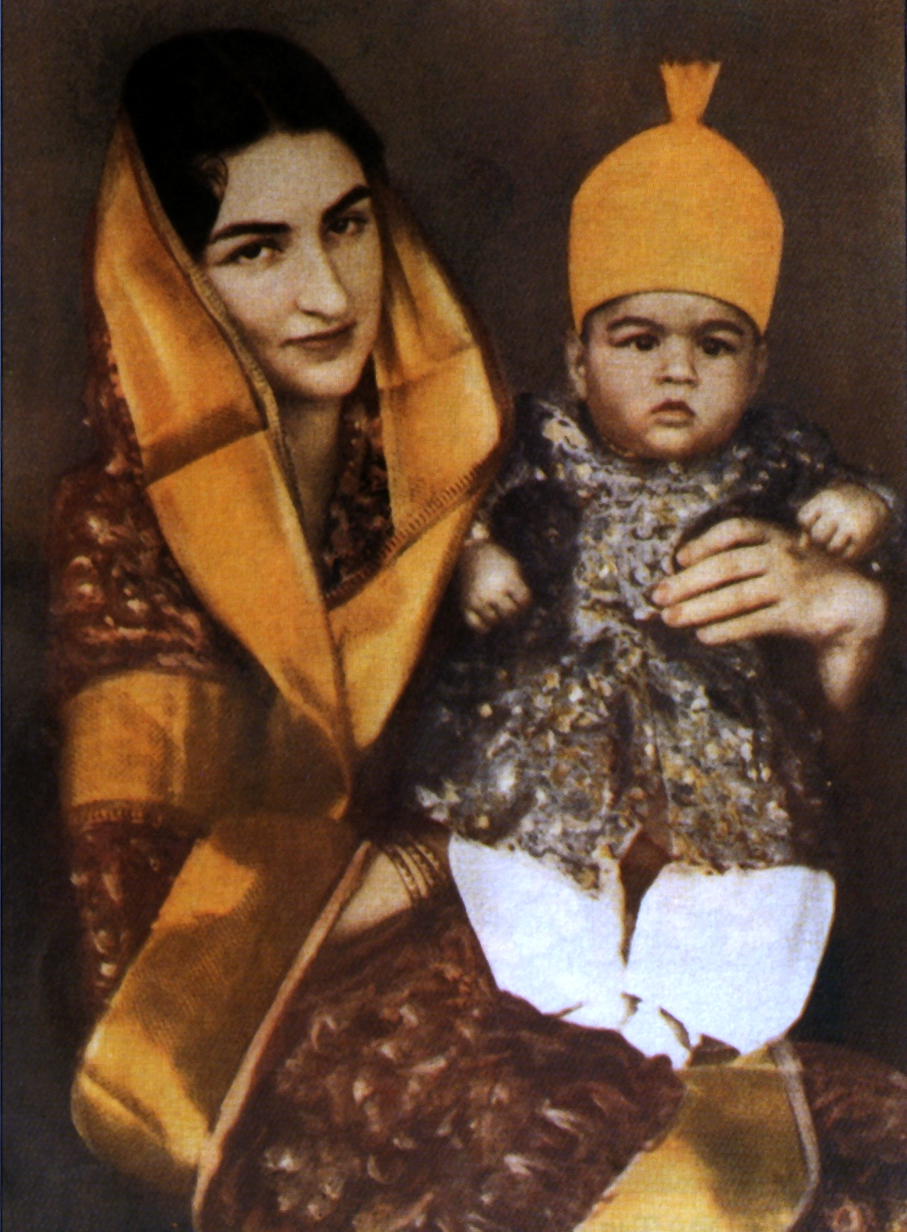
デュルリュシェフヴァル・スルタンと長男のバルカト・アリー・ハーン、1934年

1914年1月26日、廃位されたスルタン・アブデュルアズィズの息子の1人アブデュルメジトと、その第3夫人アティイェ・ミヒスティ・カドゥン・エフェンディ（Atiyye Mihisti Kadın Efendi, 1892年 - 1964年）の間の一人娘として、イスタンブールのユスキュダルにあるチャムルジャ宮殿で生まれた。兄弟には第1夫人所生の異母兄エメル・ファルーク（Ömer Faruk）皇子がいる。
父は1922年11月にトルコ大国民議会（TBMM）によってオスマン皇帝アブデュルメジト2世として推戴されたが、トルコ共和国の成立とカリフ制度の廃止により、1924年3月にはその地位を失い、家族を連れてフランスへ亡命した。
デュルリュシェフヴァルは結婚適齢期になると、イラン帝国の皇太子モハンマド・レザー・パフラヴィー、エジプト王国の王太子ファールーク1世、インドのニザーム藩王国の王太子（ベラール公）アーザム・ジャーの3人から求婚された。
デュルリュシェフヴァルは世界屈指の資産家だったニザーム藩王国の王太子と結婚することになり、1931年11月14日に2人の結婚式は南仏のニースで執り行われた。結婚式の仲人を務めたのは、インド・ムスリム民族運動の指導者の1人マウラーラー・シャウカト・アリーだった。
デュルリュシェフヴァルは彼との結婚により、「ベラール公妃（あるいはベラール王女）」の称号を名乗った。父アブデュルメジトが開明的な知識人だった影響で、デュルリュシェフヴァルも近代化と社会改革に熱心であり、その美しさも相まって嫁ぎ先のハイデラバードでは高い人気を得た。彼女は女性が社会的に自立すべきだと考え、上流身分の女性を屋敷の奥に閉じ込めるパルダー（Purdah）の習慣の廃止に協力した。また、空港やいくつかの病院の建設にも尽力した。
1947年にイギリス領インド帝国の崩壊に伴い、1948年9月に独立インド政府はニザーム藩王国の併合を宣言した。舅の藩王アーサフ・ジャー7世は退位を余儀なくされ、デュルリュシェフヴァルの夫や長男も藩王位に就く望みを断たれた。
その後、デュルリュシェフヴァルはハイデラバードとロンドンを行き来しながら暮らした。
なお、1970年に夫アーザム・ジャーが死亡している。
2006年2月7日、ロンドンで亡くなり、ブルックウッド墓地（Brookwood Cemetery）に葬られた。

## 子女
夫アーザム・ジャーとの間に2人の息子がいる。
- バルカト・アリー・ハーン（1933年10月6日 - ） - ニザーム家の現家長
- カマラト・アリー・ハーン（1939年2月27日 - ）